# Languédias
Languédias [lɑ̃ɡedja]  est une commune française située dans le département des Côtes-d'Armor en région Bretagne.

## Géographie

### Situation
| Plélan-le-Petit |            | La Landec       |
| Mégrit          | Languédias | Trébédan        |
| Trédias         |            | Yvignac-la-Tour |

### Cadre géologique

Carte géologique du Massif armoricain, avec au nord-est le batholite mancellien et ses nombreux plutons de granite cadomien (Lanhélin, Louvigné, Avranches…). Ce batholite dessine une ellipse de 150 km (d'Alençon à la Rance) sur 90 km (de Vitré à Vire).

Languédias est localisée dans le domaine nord armoricain, dans la partie orientale du Massif armoricain qui est le résultat de trois chaînes de montagne successives. Le site géologique de Languédias se situe plus précisément dans le massif granitique à biotite et muscovite de Dinan-Bobital, qui recoupe en direction le massif de Lanhélin, pluton faisant partie d'un ensemble plus vaste, le batholite mancellien.
Déjà exploité à l’époque gallo-romaine (Corseul), le granite de Languédias est toujours apprécié. Isogranulaire, finement grenu, il offre une teinte gris très clair (il est alors commercialisé sous l’appellation de « gris perle »), passant superficiellement à une nuance beige (« beige de Languédias »).

### Hydrographie
Pour un article plus général, voir Réseau hydrographique des Côtes-d'Armor.
La commune est située dans le bassin Loire-Bretagne. Elle est drainée par le Benodais et le Pont Renault,,.
Un plan d'eau complète le réseau hydrographique : l'étang de Beaulieu, d'une superficie totale de 16,6 ha (16,45 ha sur la commune),.

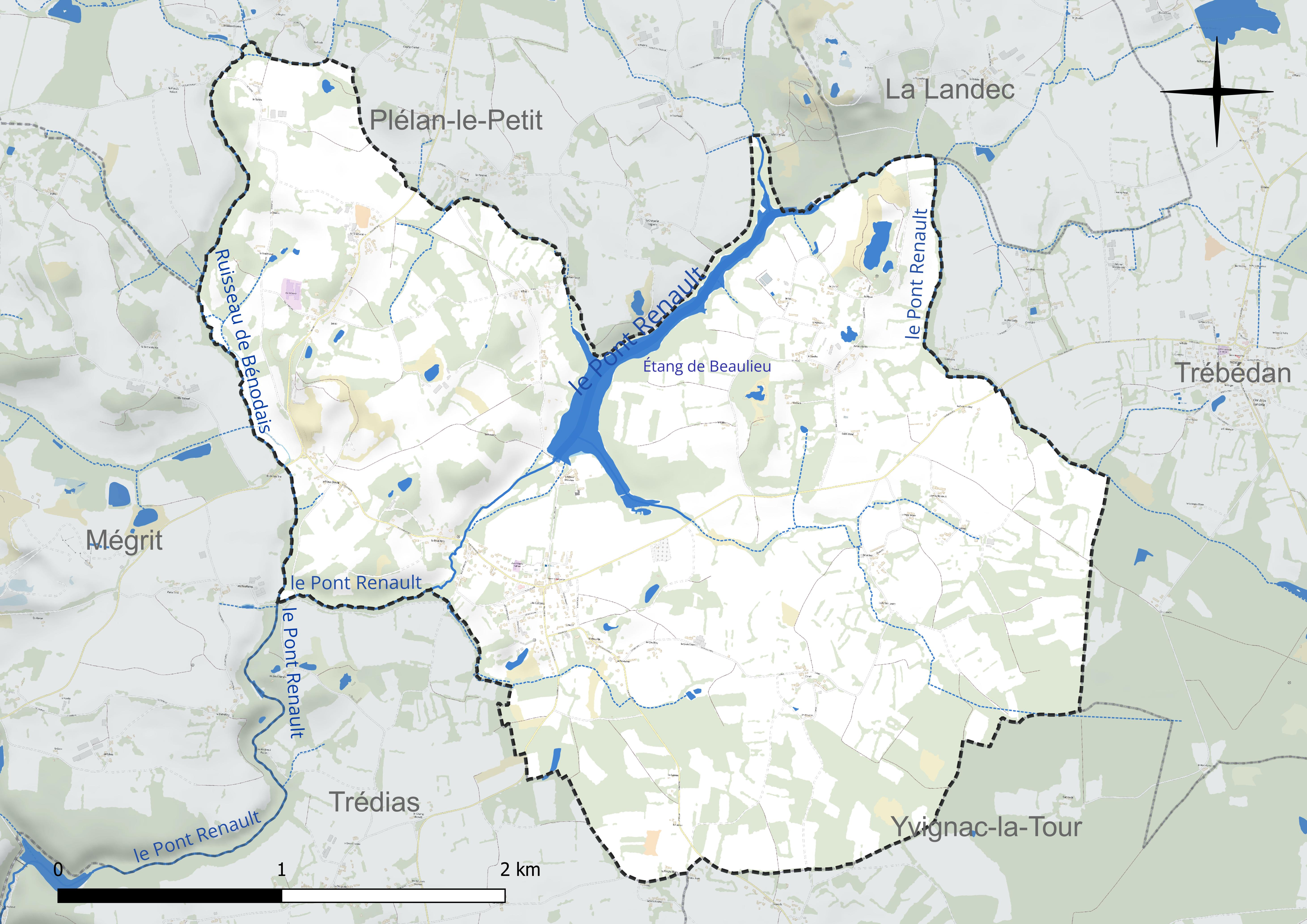
Réseau hydrographique de Languédias.

### Climat
Pour des articles plus généraux, voir Climat de la Bretagne et Climat des Côtes-d'Armor.
En 2010, le climat de la commune est de type climat océanique franc, selon une étude du CNRS s'appuyant sur une série de données couvrant la période 1971-2000. En 2020, Météo-France publie une typologie des climats de la France métropolitaine dans laquelle la commune est exposée à un climat océanique et est dans la région climatique  Bretagne orientale et méridionale, Pays nantais, Vendée, caractérisée par une faible pluviométrie en été et une bonne insolation. Parallèlement l'observatoire de l'environnement en Bretagne publie en 2020 un zonage climatique de la région Bretagne, s'appuyant sur des données de Météo-France de 2009. La commune est, selon ce zonage, dans la zone « Intérieur », exposée à un climat médian, à dominante océanique.
Pour la période 1971-2000, la température annuelle moyenne est de 11,3 °C, avec  une amplitude thermique annuelle de 12 °C. Le cumul annuel moyen de précipitations est de 762 mm, avec 12,8 jours de précipitations en janvier et 6,4 jours en juillet. Pour la période 1991-2020, la température moyenne annuelle observée sur la station météorologique la plus proche, située sur la commune du Quiou à 16 km à vol d'oiseau, est de 11,6 °C et le cumul annuel moyen de précipitations est de 757,4 mm,. Pour l'avenir, les paramètres climatiques de la commune estimés pour 2050 selon différents scénarios d’émission de gaz à effet de serre sont consultables sur un site dédié publié par Météo-France en novembre 2022.

## Urbanisme

### Typologie
Au 1er janvier 2024, Languédias est catégorisée commune rurale à habitat dispersé, selon la nouvelle grille communale de densité à 7 niveaux définie par l'Insee en 2022.
Elle est située hors unité urbaine. Par ailleurs la commune fait partie de l'aire d'attraction de Dinan, dont elle est une commune de la couronne,. Cette aire, qui regroupe 25 communes, est catégorisée dans les aires de moins de 50 000 habitants,.

### Occupation des sols
L'occupation des sols de la commune, telle qu'elle ressort de la base de données européenne d’occupation biophysique des sols Corine Land Cover (CLC), est marquée par l'importance des territoires agricoles (82,1 % en 2018), en augmentation par rapport à 1990 (74,6 %). La répartition détaillée en 2018 est la suivante : 
zones agricoles hétérogènes (56,4 %), prairies (20,7 %), forêts (14,5 %), terres arables (4,9 %), zones urbanisées (3,5 %). L'évolution de l’occupation des sols de la commune et de ses infrastructures peut être observée sur les différentes représentations cartographiques du territoire : la carte de Cassini (XVIIIe siècle), la carte d'état-major (1820-1866) et les cartes ou photos aériennes de l'IGN pour la période actuelle (1950 à aujourd'hui).

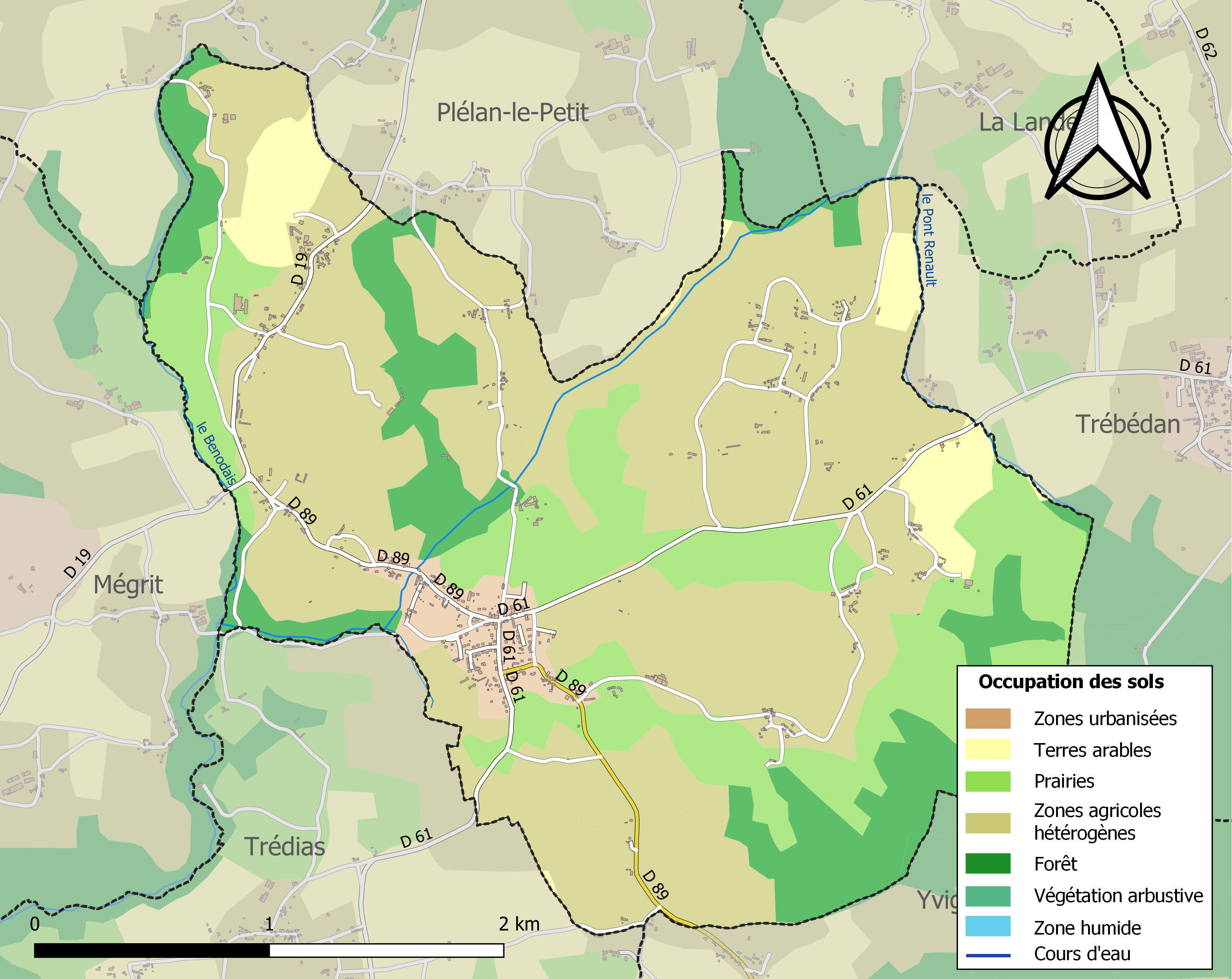
Carte des infrastructures et de l'occupation des sols de la commune en 2018 (CLC).

## Toponymie
Le nom de la localité est attesté sous les formes Langadiar au XIVe et au XVe siècle, Landiago au XVIe siècle, Langadyaye, Langadias en 1476, Languediar en 1477, Langadias en 1731 et en 1779,.
Languédias est issu du breton lann (ermitage) et de saint Catihern ou encore *Lan Guédias « ermitage de Guédias ».
Lang'diâ en gallo.

## Histoire

### Moyen Âge
Un ermitage (Lan) serait à l'origine de la fondation de Languédias, Bernard Tanguy puis Bernard Merdrignac reprennent cette hypothèse à partir d'un écrit datant du VIe siècle (510-520) intitulé « Lettre à Lovocat et Catihern ». Cette lettre, adressée à deux prêtres bretons, par trois évêques (Licinius, Saint-Melaine et Eustochius), les réprimande sur leur comportement religieux. Cette lettre ferait suite à une dénonciation qui pourrait émaner du clergé de Corseul, mécontent de la présence de Lovocat et Catihern à proximité de leur paroisse. Languedias aurait ainsi été créé à partir de l'ermitage de Catihern (Lan Catihern, devenu ensuite Langadiar puis Languédias).

### XIXesiècle
L'ancienne église de Languédias, se situait à l'origine au Vieux Bourg, elle fut détruite au XIXe siècle.
Le bourg actuel de Languédias, le site de l'abbaye de Beaulieu, et le hameau de Saint-René appartenaient autrefois à la commune de Mégrit, cette enclave fut intégrée à Languédias en 1834.
La nouvelle église a été bâtie dans le bourg actuel en 1868.

### LeXXesiècle

#### Les guerres duXXesiècle
Le monument aux Morts porte les noms de 43 soldats morts pour la Patrie :
- 38 sont morts durant la Première Guerre mondiale.
- 5 sont morts durant la Seconde Guerre mondiale.

## Politique et administration
| Période                                  | Période              | Identité                       | Étiquette   | Qualité                                                                    |
| ---------------------------------------- | -------------------- | ------------------------------ | ----------- | -------------------------------------------------------------------------- |
| Les données manquantes sont à compléter. |                      |                                |             |                                                                            |
|                                          |                      | M. Peslerbes                   |             | Chevalier de la Légion d'honneur (1930)                                    |
| ca. 1931                                 |                      | Eugène Cocheril                | RG          | Maître carrier                                                             |
| 1933                                     | octobre 1959 (décès) | Albert Charpentier (1899-1959) | SFIO        | Charron et cultivateur Conseiller général de Plélan-le-Petit (1945 → 1955) |
| Les données manquantes sont à compléter. |                      |                                |             |                                                                            |
| mars 1965                                | mars 1989            | Claude Charpentier             |             |                                                                            |
| mars 1989                                | mars 2014            | Michel Lemétayer               | DVG         | Commercial retraité                                                        |
| mars 2014                                | En cours             | Jérémy Dauphin                 | DVG (ex-PS) | Ingénieur agricole 15e vice-président de Dinan Agglomération (2020 → )     |

## Héraldique
| Blason | Blasonnement : D'azur à la fasce nouée d'or accompagnée de trois coquilles d'argent. |

## Démographie
| 1793 | 1800 | 1806 | 1821 | 1831 | 1836 | 1841 | 1846 | 1851 |
| ---- | ---- | ---- | ---- | ---- | ---- | ---- | ---- | ---- |
| 154  | 167  | 135  | 155  | 160  | 457  | 430  | 461  | 503  |

| 1856 | 1861 | 1866 | 1872 | 1876 | 1881 | 1886 | 1891 | 1896 |
| ---- | ---- | ---- | ---- | ---- | ---- | ---- | ---- | ---- |
| 501  | 489  | 524  | 455  | 542  | 602  | 621  | 624  | 635  |

| 1901 | 1906 | 1911 | 1921 | 1926 | 1931 | 1936 | 1946 | 1954 |
| ---- | ---- | ---- | ---- | ---- | ---- | ---- | ---- | ---- |
| 644  | 652  | 630  | 571  | 535  | 540  | 504  | 502  | 509  |

| 1962 | 1968 | 1975 | 1982 | 1990 | 1999 | 2006 | 2007 | 2012 |
| ---- | ---- | ---- | ---- | ---- | ---- | ---- | ---- | ---- |
| 463  | 514  | 547  | 539  | 464  | 403  | 450  | 455  | 465  |

| 2017 | 2022 | - | - | - | - | - | - | - |
| ---- | ---- | - | - | - | - | - | - | - |
| 515  | 558  | - | - | - | - | - | - | - |

## Lieux et monuments

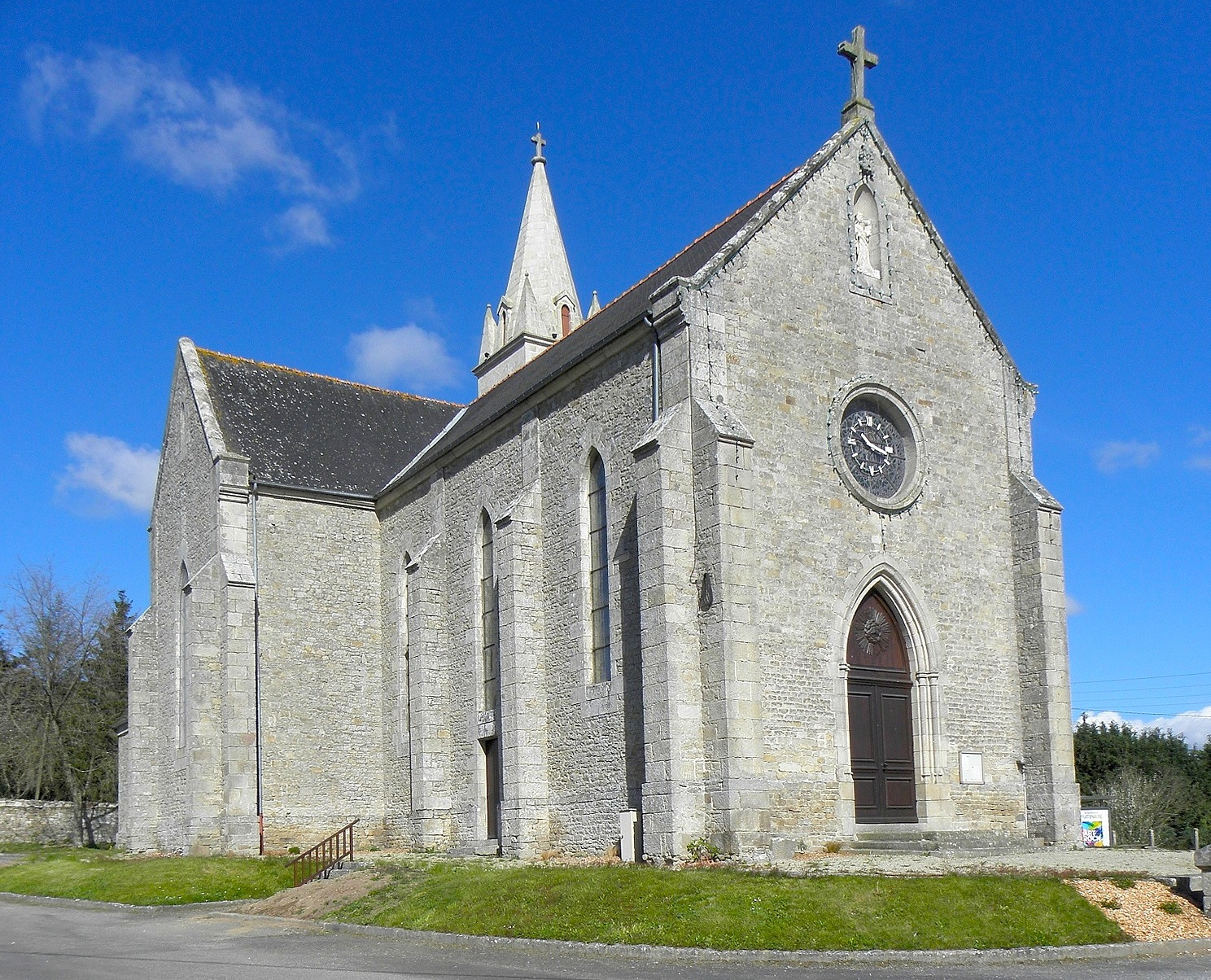
L'église Notre-Dame-de-la-Tour.

- Église paroissiale Notre-Dame-de-la-Tour.
- Fontaine Saint-Armel, située au Vieux-Bourg.
- Abbaye Notre-Dame de Beaulieu.
- Fontaine Saint-Armel.
- Gibet de Kérinan.

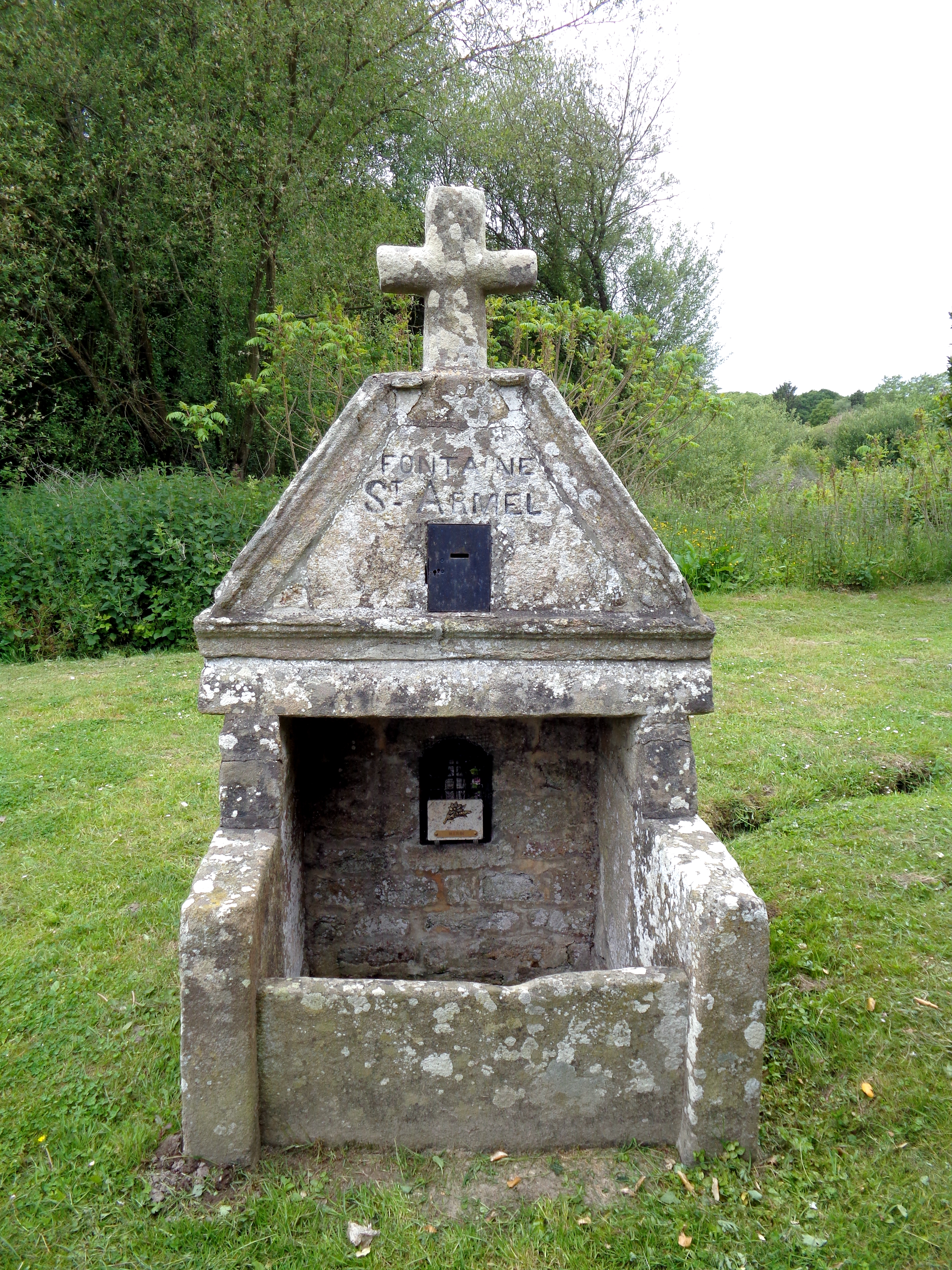
Fontaine Saint-Armel au Vieux-Bourg.
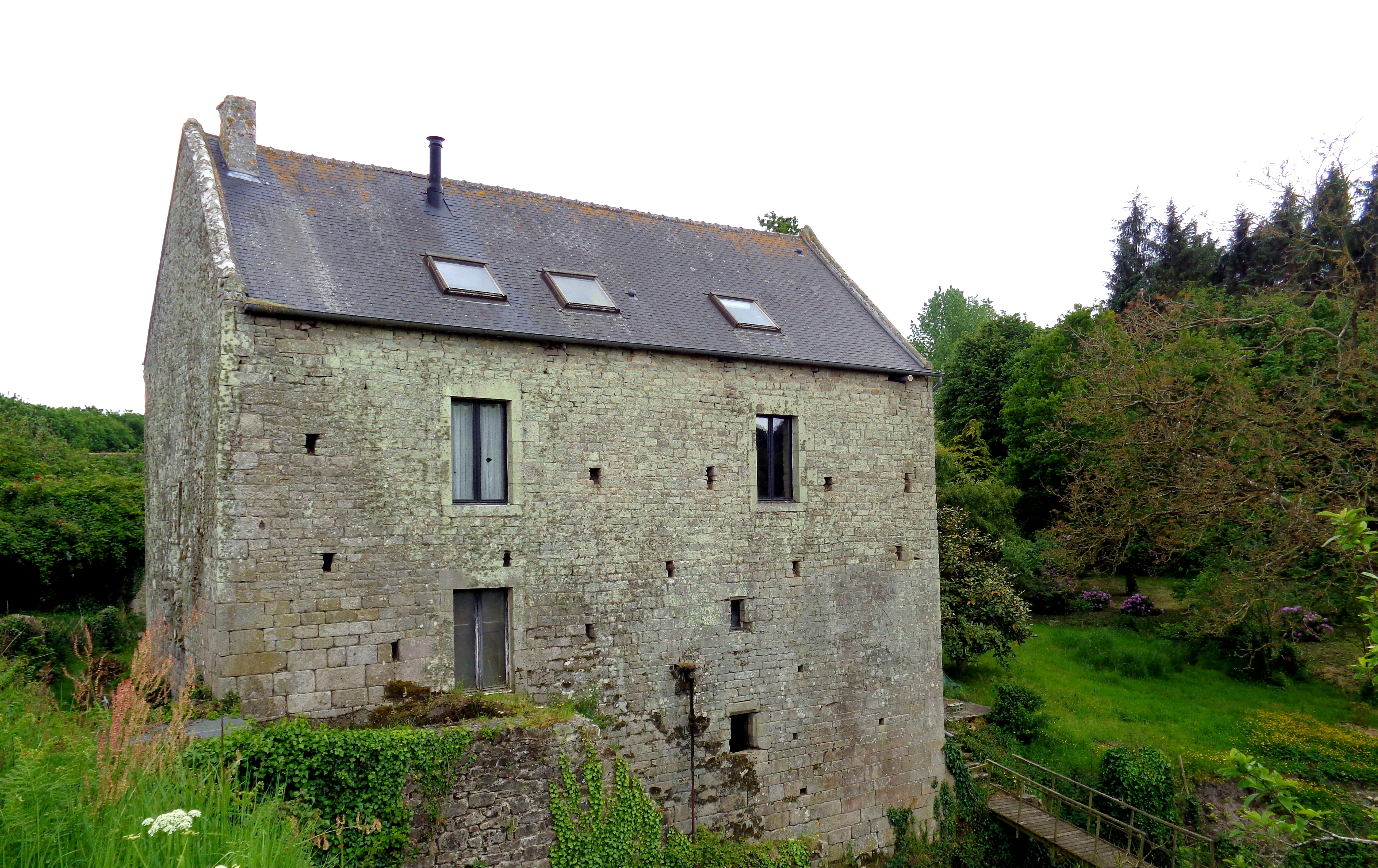
Moulin de l'abbaye de Beaulieu.
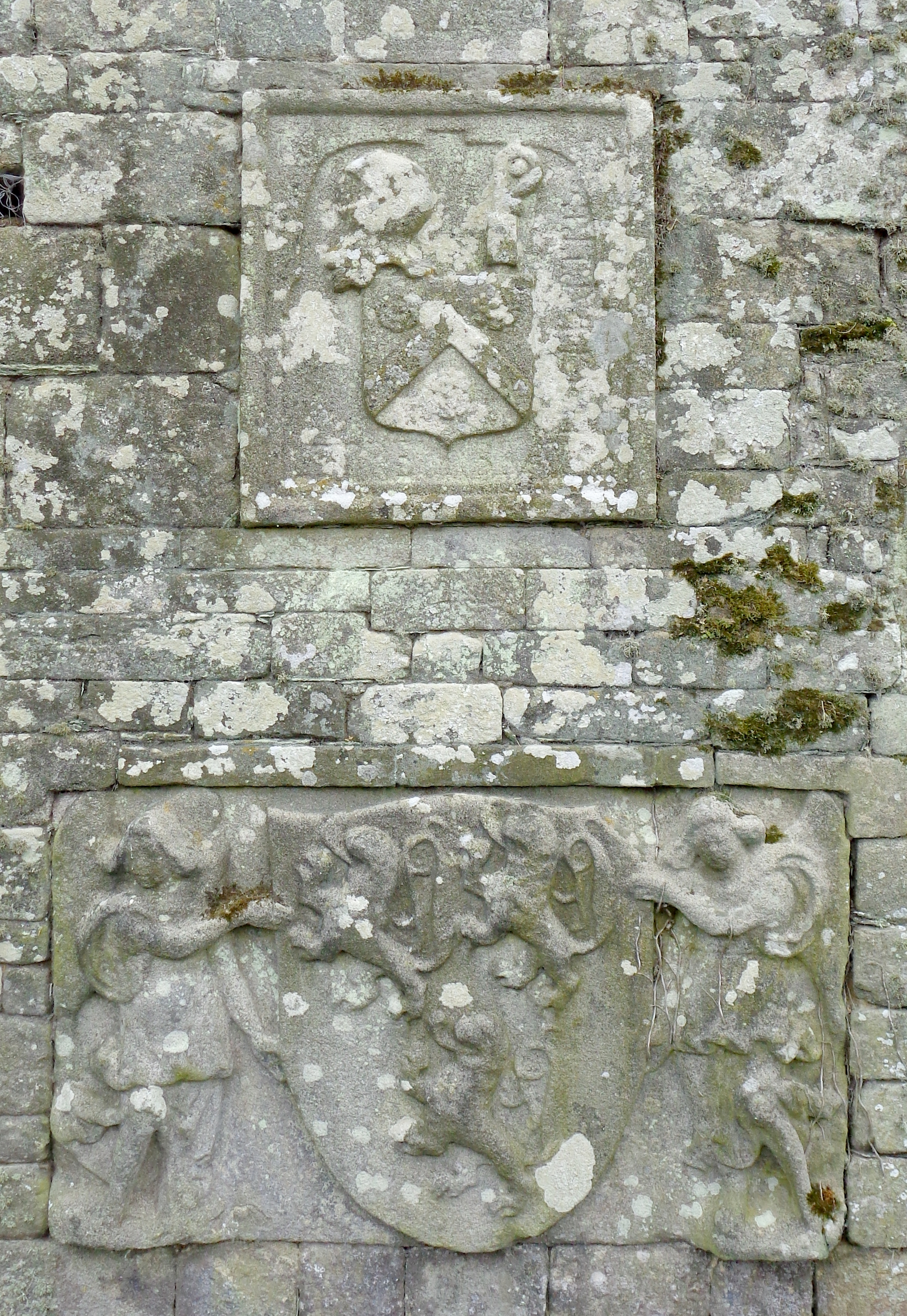
Armoiries au pignon du moulin de l'abbaye.
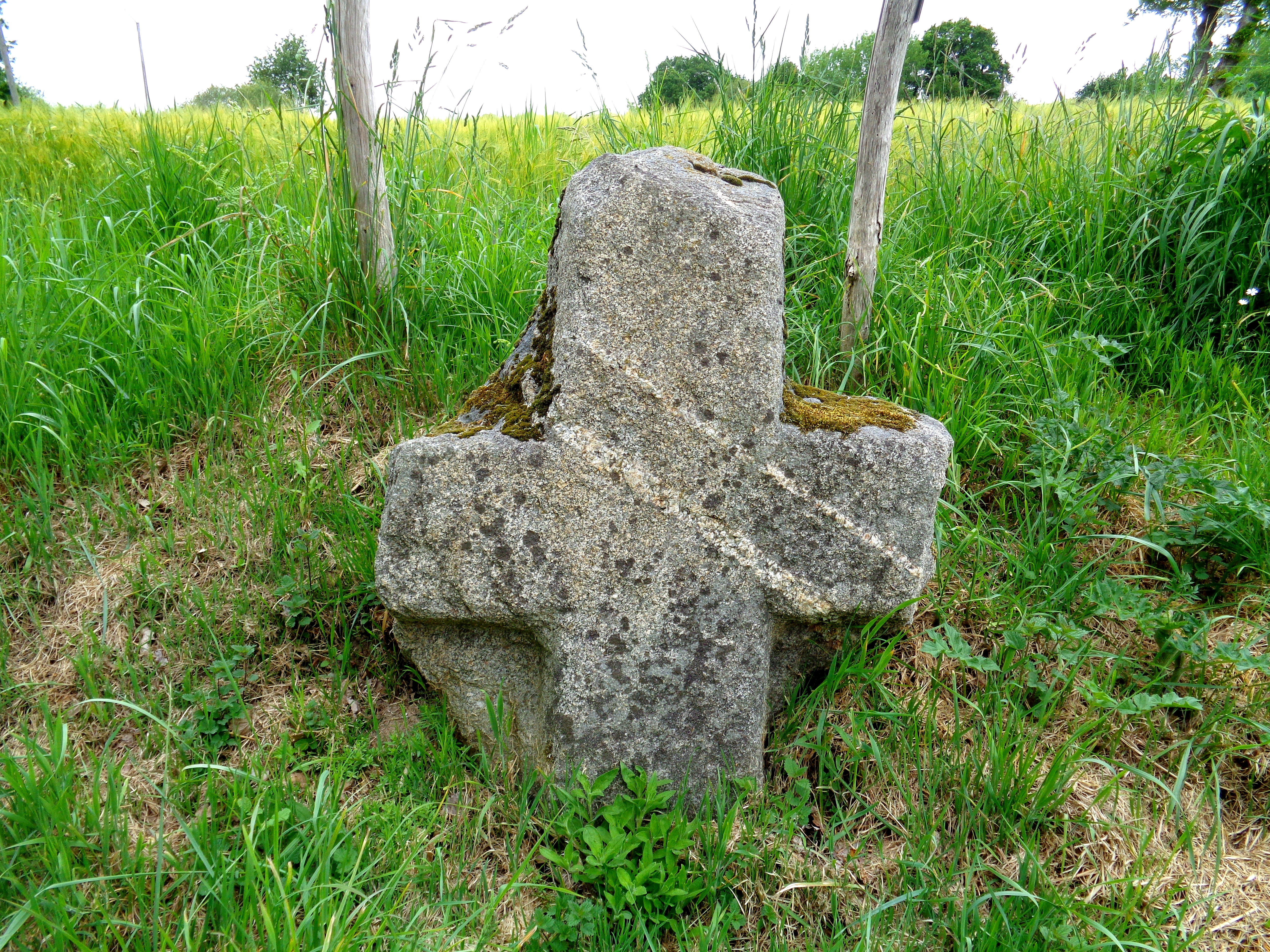
Croix de Bourrien.
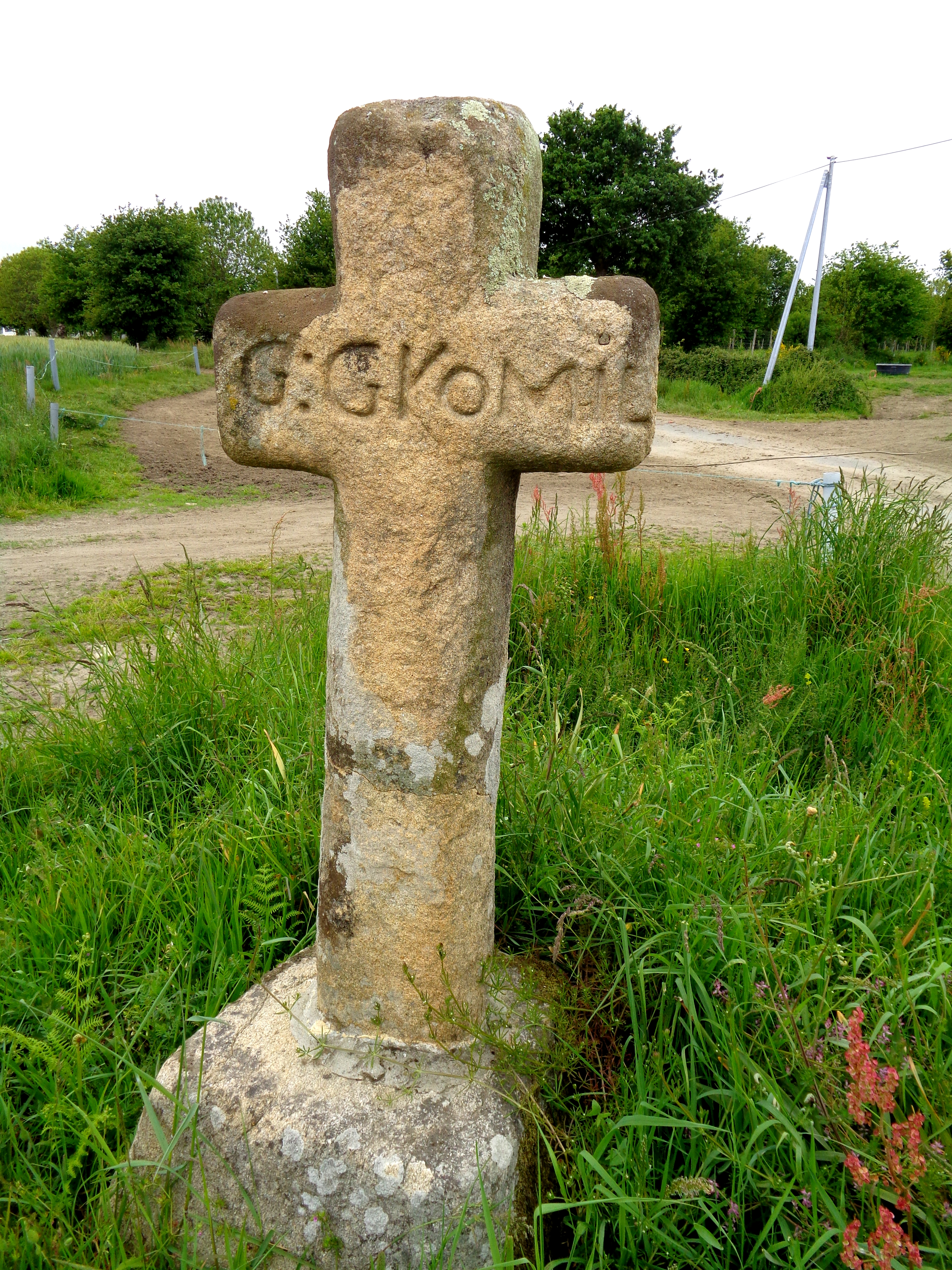
Calvaire de Carré.